# 曼努埃尔·巴列斯特尔
曼努埃尔·巴列斯特尔·博伊斯（西班牙語：Manuel Ballester Boix，1919年6月27日—2005年4月5日）是西班牙化学家。

## 生平
曼努埃尔·巴列斯特尔于1944年毕业于巴塞罗那大学化学系，1948年获得马德里大学（现马德里康普顿斯大学）博士学位。毕业后，他在1949年至1951年间担任哈佛大学研究员。
1944年，他加入了西班牙国家研究委员会并成立研究小组。之后的主要研究方向是化学动力学和有机化学。他对有机化学发展最重要的贡献之一是发现了惰性自由基。
1969年，他成为國際純化學和應用化學聯合會西班牙委员会成员。1982年，他被授予阿斯图里亚斯亲王奖。